# Bounce (песня Игги Азалии)
Bounce (рус. Скачите) — песня австралийской хип-хоп исполнительницы Игги Азалии. Была выпущена вторым официальным синглом с её дебютного студийного альбома The New Classic 24 мая 2013 только для Европы и Океании. Задуманный как фестивальный праздничный гимн, сингл демонстрирует весёлую сторону артистизма Азалии и выдержан в жанрах EDM, хип-хоп и трэп, а также включает в себя элементы восточной музыки с инструментами табла и саранги. Музыкальное видео в индийском стиле было снято в городе Мумбаи, Индия, а премьера состоялась 6 мая 2013 года. Синглу удалось достигнуть 13 строчки в UK Singles Chart, что на 4 позиции выше чем предыдущий сингл Азалии «Work».

## Запись и релиз
«Bounce» был написан Азалией в соавторстве с диджеем Speedy J, а также Talay Riley и Oladayo Olatunji, Natalie Sims. Спродюсировали песню продюсеры Reeva & Black. Песня записана в марте 2013 года. «Bounce» содержит в себе такие стили как клубная музыка и поп-рэп. Песня стала вторым синглом из дебютного альбома певицы The New Classic. Сингл был выпущен в Великобритании и на других территориях, кроме Северной Америки. Вторым синглом в США и Канаде стала песня Change Your Life. Премьера песни состоялась на BBC Radio 1 27 апреля 2013. «Bounce» был выпущен для цифровой дистрибуции как EP в iTunes 24 мая 2013 года. EP включал в себя инструментальную и а капелла версии песни, а также ремикс на песню DJ Green Lantern. «Bounce» вошёл на альбом The New Classic под номером 13, как бонус трек Deluxe издания.

## Участие в чартах
В Австралии «Bounce» не смог войти в главный сингловый чарт, однако вошёл под номером 18 в Australian Urban Singles Chart 10 июня 2013. Сингл дебютировал на 34 строчке в тем самым став первым в топ40 этого чарта. На второй неделе песня упала на 55 строку, а на 4 неделе песня покинула чарт. Кроме того «Bounce» стал первым синглом в десятке Шотландии, дебютировавши на десятой строчке в Scottish Singles Chart 20 июля 2013. На второй неделе пребывания в чарте песня упала на 28 строку, и вышла из чарта после трех недель пребывания в Топ 40. В Великобритании «Bounce» дебютировал на 13 строке, что на 4 строки выше чем дебютный сингл Азалии Work который дошёл до 17 строки. В UK R&B Chart пиком для сингла стала третья строчка 20 июля 2013. «Bounce» вылетел из чарта после 10 недель нахождения в топ 40. В первую неделю продажи сингла «Bounce» в Соединенном Королевстве составили 22,401 копий.

## Музыкальное видео
Музыкальное видео на песню «Bounce» было срежиссировано Америко-японской командой BRTHR. BRTHR сначала должны были снять клип на Work, но вместо этого видео сняли французская команда Jonas & Francois. Но BRTHR пробовались и на «Bounce» потому что их очень интересовало творчество Азалии и были утверждены. Видео снималась на улицах города Мумбаи, Индия.
1 мая 2013 в интернет был выложен первый тизер на видео. Также перед релизом клипа Игги опубликовала фото образов из клипа в Instagram. Премьера видео на VEVO состоялась 6 мая 2013.
Видео начинается с видов на Мумбаи и отдельных сцен жизни индийцев. После чего начинается сама песня. Сначала Игги предстает в золотом комибинезоне вдохновленном индийскими мотивами. Азалия напоминает гетто-версию божества Ганеша в этом наряде. Дальше показывается празднество в большой индийской семье. Во время которого Азалия танцует в красном индийском сари в окружении индийских девушек и остальных присутствующих. Также чередуются кадры где Игги ездит по городу на слоне и рикши. Позже появляются и крупные планы лиц индийцев. Далее Игги оказывается на улице в белом наряде во время праздника Холи. Видео заканчивается тем, что Азалия уезжает на мотоцикле обернувшись назад.
Из-за видео разразился целый медиа-скандал. Многие неодобрили Игги и назвали видео культурным присвоением, некоторые наоборот только похвалили её поступок. Некоторые назвали клип не просто культурным присвоением, а религиозным оскорблением индийцев. Элисия Санчес добавила видео на 8 строку Топ 10 примеров культурного присвоения среди знаменитостей в 2013 году.

## Использование в Медиа
Американский продюсер DJ Green Latern представил Trap ремикс на «Bounce», который позже был включена на официальный диджитал EP «Bounce». Эта версия песни была хорошо оценена многими критиками. Благодаря положительным отзывам Азалия появилась на ремиксе к синглу диджея «Know Bout Me». Также «Bounce» был включен в саундтрек к американскому фильму Академия вампиров (2014), и заглавной темой фильма «Шаг вперед 5» (2014).

## Форматы и трек-лист
- Digital extended play (EP)[8]

1. «Bounce» — 2:47
2. «Bounce» (DJ Green Lantern Remix) — 4:24
3. «Bounce» (Instrumental) — 2:46
4. «Bounce» (Acapella) — 2:46

## Чарты
| Чарты (2013–14)                                    | Высшая позиция |
| -------------------------------------------------- | -------------- |
| Австралия (Urban Singles Chart) (ARIA)             | 18             |
| Бельгия/Фландрия (Ultratip)                        | 44             |
| Бельгия/Фландрия (Ultratop Urban)                  | 32             |
| Ирландия (IRMA)                                    | 34             |
| Шотландия (Scottish Singles Chart)                 | 10             |
| Великобритания (UK Singles Chart)                  | 13             |
| Великобритания (UK R&B Chart)                      | 3              |
| США Bubbling Under R&B/Hip-Hop Singles (Billboard) | 1              |

## Сертификации
| Регион                                                                      | Сертификация | Продажи |
| --------------------------------------------------------------------------- | ------------ | ------- |
| США (RIAA)                                                                  | Золотой      | 500 000 |
| Данные о продажах + прослушиваниях приведены только на основе сертификации. |              |         |

## Дата выхода
| Регион         | Дата        | Формат                 | Лейбл           | Прим.  |
| -------------- | ----------- | ---------------------- | --------------- | ------ |
| Франция        | 27 мая 2013 | Цифровая загрузка (EP) | Universal Music | [ 38 ] |
| Германия       | 5 июля 2013 | Цифровая загрузка (EP) | Universal Music | [ 39 ] |
| Великобритания | 7 июля 2013 | Цифровая загрузка (EP) | Virgin EMI      | [ 40 ] |
| Италия         | 8 июля 2013 | Цифровая загрузка (EP) | Universal Music | [ 41 ] |
| Испания        | 8 июля 2013 | Цифровая загрузка (EP) | Universal Music | [ 42 ] |